# Joanna Szwab
Joanna Szwab (* 17. Februar 1997 in Chochołów) ist eine ehemalige polnische Skispringerin.

## Werdegang
Im Februar 2011 gab Szwab ihr internationales Debüt bei einem Continental Cup in Zakopane. Nachdem sie bei dem ersten Springen disqualifiziert wurde, belegte sie im zweiten Wettbewerb Platz 41.
Zur Saison 2013/14 traten mit Joanna Szwab und Magdalena Pałasz erstmals Skispringerinnen aus Polen im Weltcup an. Beim Mixed-Team-Wettbewerb belegten die beiden gemeinsam mit Maciej Kot und Kamil Stoch den letzten Platz.
Bei einem Continental-Cup-Springen in Falun stand Szwab als Zweite zum ersten Mal in ihrer Karriere auf dem Podium, in den folgenden Weltcupwettbewerben blieb sie aber ohne Punkte.
Im März 2019 gewann Szwab vor Anna Twardosz den polnischen Meistertitel von der Mała Krokiew in Zakopane. Sie profitierte von der Absage der beiden besten Polinnen Kamila Karpiel und Kinga Rajda, die stattdessen in der Raw Air 2019 an den Start gingen.

## Erfolge

### Weltcup-Platzierungen
| Saison  | Platz | Punkte |
| ------- | ----- | ------ |
| 2019/20 | 36.   | 64     |

### Grand-Prix-Platzierungen
| Saison | Platz | Punkte |
| ------ | ----- | ------ |
| 2020   | 21.   | 10     |
| 2021   | 54.   | 02     |

### Continental-Cup-Platzierungen
| Saison  | Platz | Punkte |
| ------- | ----- | ------ |
| 2011/12 | 57.   | 13     |
| 2013/14 | 45.   | 02     |
| 2014/15 | 38.   | 36     |
| 2017/18 | 65.   | 20     |
| 2018/19 | 51.   | 25     |